# Варлаам (Рогов)
Митрополит Варлаам (в миру Василий Рогов; ум. 24 марта 1603) — епископ Русской православной церкви, митрополит Ростовский, Ярославский и Белозерский.

## Биография
Василий и его старший брат Савва родились в Кореле, втором по величине городе Новгородской земли.
Постигнув тонкости певческого искусства у старшего брата, Василий принял монашеский постриг, вероятно, в Кирилловом Белозерском монастыре.
В 1560 году становится игуменом Кирилло-Белозерского монастыря. Его игуменство продолжалось «год без семи недель». В 1563 году вторично возглавил монастырь.
С 1569 года — игумен Соловецкой обители.
В 1580 году участвовал в заседании церковного Собора, подписавшись под его решением «о неотъятии у монастырей их вотчин, о невложении новых».
После 1580 года — архимандрит Рождественского монастыря Владимирской епархии.
С 1584 года по распоряжению царя Ивана IV вновь назначен управляющим Кирилло-Белозерского монастыря в сане архимандрита.
В январе 1587 года хиротонисан во епископа Ростовского и Ярославского с возведением в сан архиепископа.
В 1589 году присутствовал на Московском Соборе, решавшем вопрос об учреждении патриаршества в России. Он же вместе с митрополитом Московским и всея Руси Иовом и Новгородским архиепископом Александром был выдвинут кандидатом на патриаршество. В день избрания Иова патриархом (в мае 1589 года) преосвященный Варлаам был возведён в сан митрополита. С этого времени Ростовская кафедра стала митрополией, и архиереи Ростовские стали именоваться Ростовскими и Ярославскими.
Скончался 25 марта 1603 года.

## Распевы
Варлаам Рогов известен как автор нескольких музыкальных произведений. К их числу относятся одноголосные и многоголосные распевы, такие как «Возыде Бог в воскликновении» («Ино знамя Варлаамово»), «стихиры крестные Варлаамовские» и несколько других. В сочинении 30-х годов XVII века «Предисловие — откуду и от коего времени начася в нашей Рустей земли осмогласное пение» о нём сказано:

В Велицем Нове граде были старыя мастера Сава Рогов да брат его Василий, во иноцех Варлаам, родом кореляне, и последи того тотъ Варлаам митрополитом былъ, вельми мужъ благоговеинъ, мудръ зело, Пети былъ гораздъ, знаменному и трестрочжому и демественному пению был роспевщик и творецъ.